# Дейр-аль-Асад
Дейр-аль-Асад или Дейр-эль-Асад (ивр. דייר אל-אסד‎ ,араб. دير الأسد‎) — местный совет в северном округе Израиля. Его площадь составляет 4759 дунамов.

## История

### Эпоха крестоносцев
Во времена крестоносцев на этом месте располагался христианский посёлок Ла Бана, рядом с которым стоял монастырь св. Георгия.
Во время турецкого завоевания султан Сулейман I выселил христианское население и передал земли посёлка шейху Аль-Асад-Аль-Заффа из Цфата. Христиане основали неподалёку новое поселение Бина.

### Османская эпоха
В середине XIX века в посёлке жили друзы.

### XX век
До 1962 года посёлку принадлежало 8366 дунамов земли.
В 1962 году часть земли была передана для развития близлежащего города Кармиэль, таким образом осталось 4759 дунамов.
В настоящее время только 10 % жителей работают в посёлке.

## Население
По данным Центрального статистического бюро Израиля, население на начало 2020 года составляло 12 514 человек.
Ежегодный прирост населения — 1,6 %.